# Musée historique national de l'Art de la santé
Le musée historique national de l'Art de la santé (en italien : Museo storico nazionale dell'arte sanitaria), créé en 1929, est situé au sein de l'arcispedale Santo Spirito in Saxia, Lungotevere in Sassia (it) 3, à Rome, en Italie. Il est consacré à la médecine et la santé.

## Histoire
Le musée provient d'un ancien musée d'anatomie, auquel ont été ajoutées les collections de Giovanni Carbonelli et Pietro Capparoni. Les collections initiales du musée, à but éducatif, sont toujours en place.
L'idée de la création du musée actuel fait suite à l'Exposition internationale d'art, rétrospective tenue à Rome en 1911.
L'Institut pour le musée historique de l'Art de la santé (ADIDAS) est fondé en 1920 et devient, en 1934, l'Académie d'histoire de l'art de la santé (ASAS), ayant pour objectif la fondation du musée. En 1929, l'Institut de Santo Spirito accorde une aile de l'hôpital, située dans l'ancienne Corsia Alessandrina.
Le musée comprend des collections historiques, qui ont rejoint l'ancienne collection de l'Exposition de 1911. En 1931, la collection de Giovanni Carbonelli est ajoutée, en 1939, celle du Général A. Cavalli Mulinelli et plus tard celles de Giuseppe et Orlando Solinas.

## Les collections du musée

### Salle Alessandrina
On l'appelle ainsi parce qu'elle a été construite entre 1665 et 1667 par le pape Alexandre VII pour recevoir les blessés. L'hôpital était aussi appelé autrefois « Le petit hôpital des blessés » (« Ospedaletto per feriti »). Sur ses murs latéraux et sur ceux des premiers étages de l'escalier, on peut admirer les œuvres originales peintes à la main par Antonio Serantony au début du XIXe siècle sous la direction scientifique du célèbre anatomiste Paolo Mascagni (1752-1815). Sur le mur de gauche sont accrochées des peintures à l'huile d’un artiste inconnu du XVIIIe siècle ayant appartenu à William Riva (1627-1677), célèbre anatomiste et chirurgien de l'hôpital de la Consolation à Rome. Ils représentent le système lymphatique, le cerveau, et le foie d’une femme.

### Salle Flajani
On y accède par un escalier où se trouvent des bustes de médecins célèbres. La salle porte le nom du chirurgien Giuseppe Flajani qui, en 1771, fut le premier directeur du Musée anatomique de Santo Spirito, détruit lors de la rénovation de l'hôpital à la fin du XIXe siècle. La salle conserve ce qui reste de l'ancien Musée Sistino qui abritait principalement la collection de cire ainsi qu’un ensemble de squelettes difformes, de malformations vasculaires et congénitales ou d'altérations morbides. Elles sont présentées sous forme de préparations anatomo-pathologiques, sèches, momifiées ou conservées dans du formol sur les parties gauches et droites de la salle. L’ensemble de cette collection date de la fin du XVIIe siècle au début du XIXe. En face, la précieuse collection de cires a été offerte par le Cardinal Francesco Saverio de Zelada et se compose de "l'étude obstétricale" grandeur nature, de l'utérus pendant la grossesse. Ces cires sont présentées dans différents cas où le fœtus est présenté d'une manière anormale. Une autre série de préparations représentent des modèles généraux du corps humain avec détails des organes internes. Ce sont des reproductions de grande qualité artistique. Dans la salle est disposée une meule, datant de la fin du XVIIIe siècle, dans laquelle l'écorce de quinquina (Cinchona Officinalis) était broyée et conservée. Cet objet est la preuve que le Grand Hôpital de Santo Spirito était le principal centre de distribution de quinquina en poudre utilisé pour le traitement du paludisme. Un crâne attribué à Pline l'Ancien est conservé dans un reliquaire.

### Salle Capparoni
Au centre se trouve une maquette de l'hôpital de Santo Spirito. Dans les vitrines de gauche, une collection d'ex-voto étrusques, romains, grecs et ex-voto de la fin du XIXe siècle montre comment, depuis l'antiquité, les problèmes de santé ont souvent été envisagés sur le plan religieux ou magique ; d’où la présence de divers objets tels qu’une statuette en ivoire représentant une "Vénus anatomique" du XVIIe siècle. On y trouve aussi une "putréfaction" en cire dans une boîte en bois en forme de cercueil du XVIIe siècle, une seringue à lavement en ivoire, un spéculum (sorte de miroir) et divers instruments chirurgicaux allant du Paléolithique jusqu'à la fin du XVIIIe siècle. Une collection de neuf pharmacies portables (XVIIe – XIXe siècle) est aussi présentée. Elles étaient utilisées par les apothicaires et les médecins lors de leurs voyages. L'un d'eux appartenait à Lord Byron. Une trouvaille intéressante et précieuse est une Corne de Licorne, l'appendice d'un animal imaginaire dont la légende a duré jusqu'à la fin du XVIIIe siècle quand il s'est avéré être la défense d'un cétacé : le narval. Elle était très recherchée pour soigner les maladies graves ; elle est citée par presque tous les médecins du XVIe siècle comme remède non seulement contre la plupart des poisons, mais aussi contre l'ivresse, l'épilepsie mais aussi lors des convulsions dans les cas de fièvres pestilentielles. Les mêmes bénéfices ont été recherchés dans le Bezoar, un calcul qui se forme dans l'estomac des ruminants, largement utilisé au XVIe siècle en tant qu’antidote pour les empoisonnements. Une couronne de fer espagnole est aussi présentée. Elle servait pour soulager les névralgies crâniennes en la disposant sur la tête du malade. Dans les autres vitrines sont présentés un ensemble de flacons de pharmacie ainsi que des instruments de chirurgie oculaire ou encore pour les extractions dentaires.

### Salle Carbonelli
En entrant, à droite, nous trouvons la chaire dans laquelle G.M. Lancisi a donné ses cours de médecine. En poursuivant dans les vitrines, nous trouvons les instruments utilisés par l'ancien chirurgien pour effectuer les opérations les plus courantes : des forets pour effectuer des opérations crâniennes, des scies pour amputer les membres gangrénés, et une collection de microscopes de formes et  d’époques différentes (XVIIe – XIXe siècle) ainsi qu’une collection de lunettes des XVIe et XVIIe siècles. Parmi les curiosités, la main d'une jeune fille de treize ans, morte d'une méningite en 1881 et "métallisée" par Angelo Motta. Il mourut en emportant avec lui le secret de l'intervention. La seringue de Moriceau, pour le baptême intra-utérin de l'enfant à naître en danger de mort. D’autres vitrines contiennent de nombreux instruments obstétricaux (forceps) provenant de l'hôpital San Giovanni, donnés par le Pape Pie IX. Au fond de la salle, des ex-voto et des instruments anciens trouvés à Pompéi ainsi que de la verrerie et du matériel de pharmacie. Dans une autre vitrine sont conservées deux préparations vraiment spectaculaires : les préparations sèches du système nerveux central et périphérique faites par Luigi Raimondi et Stefano Fattocchio vers le milieu du XIXe siècle. À l'arrière de la pharmacie, le premier lit d'accouchement et un fauteuil roulant sont visibles. Sur la gauche, un appareil d'anesthésie datant du début du XIXe siècle : le premier, à chloroforme et éther, a été fabriqué en 1914, l'autre, entièrement en nickel, est l'un des premiers modèles commercialisés utilisant du protoxyde d’azote, de l’oxygène et de l’éther en circuit fermé. Enfin, un grand meuble en noyer contenant le matériel chirurgical donné par Vittorio Emanuele II à un régiment de Grenadiers pendant la troisième guerre d'indépendance en 1886. Au centre de la salle, dans les fenêtres du lutrin, il y a d'autres instruments, des prothèses dentaires, des herbiers du XVIIIe siècle, des médailles, des diplômes d'aromathérapeute ou de pharmacien et de médecin. Les herbiers témoignent de l'importance de la connaissance des plantes médicinales dans le traitement des maladies. Les principes actifs des plantes étaient généralement extrait par macération, distillation, extraction ou encore par pressage et constituaient les produits distribués en pharmacie.

### Pharmacie
Reconstitution fidèle d'une ancienne pharmacie du XVIIe siècle. Un grand comptoir en bois massif est situé en face de la porte d'entrée. La balance posée sur le comptoir était utilisée par l'apothicaire pour peser les différentes poudres. L'efficacité des remèdes était étroitement liée à l'harmonie des ingrédients et à l'exactitude des doses à administrer aux patients. Dans étagères sont disposés des bocaux qui conservaient les principes actifs de l'ancienne pharmacopée. L'apothicaire était installé derrière le comptoir alors que le médecin recevait souvent ses patients dans la pharmacie, assis à la table de droite.

### Laboratoire alchimique
Un laboratoire d'alchimie avec une cheminée du XVe siècle a été reconstruit ; à l'intérieur se trouve le four typique de l'alchimiste, l'athanor, sur lequel repose un alambic qui servait à la distillation, nécessaire à l’extraction des principes actifs contenus dans les plantes. Le grand soufflet servait à alimenter le feu. L'alchimiste utilisait de nombreux instruments en verre. Les plus courantes sont les flacons, les bols, les entonnoirs et les cloches. Un crocodile empaillé est suspendu au plafond, une "curiosité" zoologique à laquelle des vertus médicales extraordinaires ont été attribuées. Devant le comptoir se trouve une reproduction de la Porte Magique aussi connue sous le nom de Porte Alchimique ou Porte Hermétique construite par le Marquis Palombara dans sa résidence (la Villa Palombara), correspondant à l'actuelle Piazza Vittorio où se trouve l'originale. Le Marquis fit graver sur la porte des symboles inscrits sur un papier énigmatique donné par le Chevalier Borri (à qui appartient la majorité de matériel de laboratoire). Il discuta par ailleurs de ce papier à la Reine Christine de Suède dans la quête continuelle de la pierre philosophale... Enfin, un grand mortier de pierre avec serrure du XVIIIe siècle utilisé pour préparer et préserver la Theriaca, un remède miraculeux dont l'origine remonte à l’antiquité. Elle était utilisé comme anti-venin, il aurait été développé par Andromaque, médecin de Néron.

## Source de la traduction
- (en) Cet article est partiellement ou en totalité issu de l’article de Wikipédia en anglais intitulé « Museo Storico Nazionale dell'Arte Sanitaria » (voir la liste des auteurs).